# باقلوا
باقْلَوا گونه‌ای شیرینی است که در کشورهای ایران، ترکیه، جمهوری آذربایجان و کشورهای آسیای میانه و قفقاز، برخی کشورهای عربی، یونان، قبرس و برخی مناطق روسیه تهیه می‌شود. باقلوا شیرینی نتی مردم آسیای میانه و غربی می باشد. باقلوا در ایران به شکلی کاملاً متفاوت و در انواع مختلف همچون لوزی، مربعی و لوله‌ای و در انواع طعم‌های پسته‌ای، گردویی، بادامی، نارگیلی و کاراملی با مواد اولیه نظیر: گلاب، شکر، هل، آرد، بکینگ پودر، زرده تخم مرغ، خاک قند، شیر، روغن تهیه می‌شود. باقلواهای شهر غازی عِینتاب در ترکیه و باقلوای باکو (باکی باکلاواسی) از مشهورترین باقلواها هستند. در ایران این شیرینی در شهرهای یزد، و قزوین تهیه می‌شود.

## ریشه‌شناسی و تاریخچه
واژه «باقلوا» از ریشه ترکی عثمانی (باقلاوا) گرفته شده است. قدیمی‌ترین شواهد تاریخی مربوط به این شیرینی به:
- آشوریان در سده ۸ پیش از میلاد
- روم باستان (کتاب De re coquinaria)
- دوره سلجوقیان (سده ۱۱م)

تعلق دارد. این شیرینی از طریق جاده ابریشم در مناطق مختلف منتشر شد.

## در ایران

### باقلوای یزد
معروفترین باقلوا ایران بی شک باقلوا یزدی است.
باقلوا قدیمی‌ترین نوع شیرینی در یزد محسوب می‌شود. گلاب، شکر، هل، آرد، بیکینگ پودر، زردهٔ تخم‌مرغ، خاک قند، شیر و روغن، مواد اولیه این شیرینی را تشکیل می‌دهند.

### باقلوای قزوین

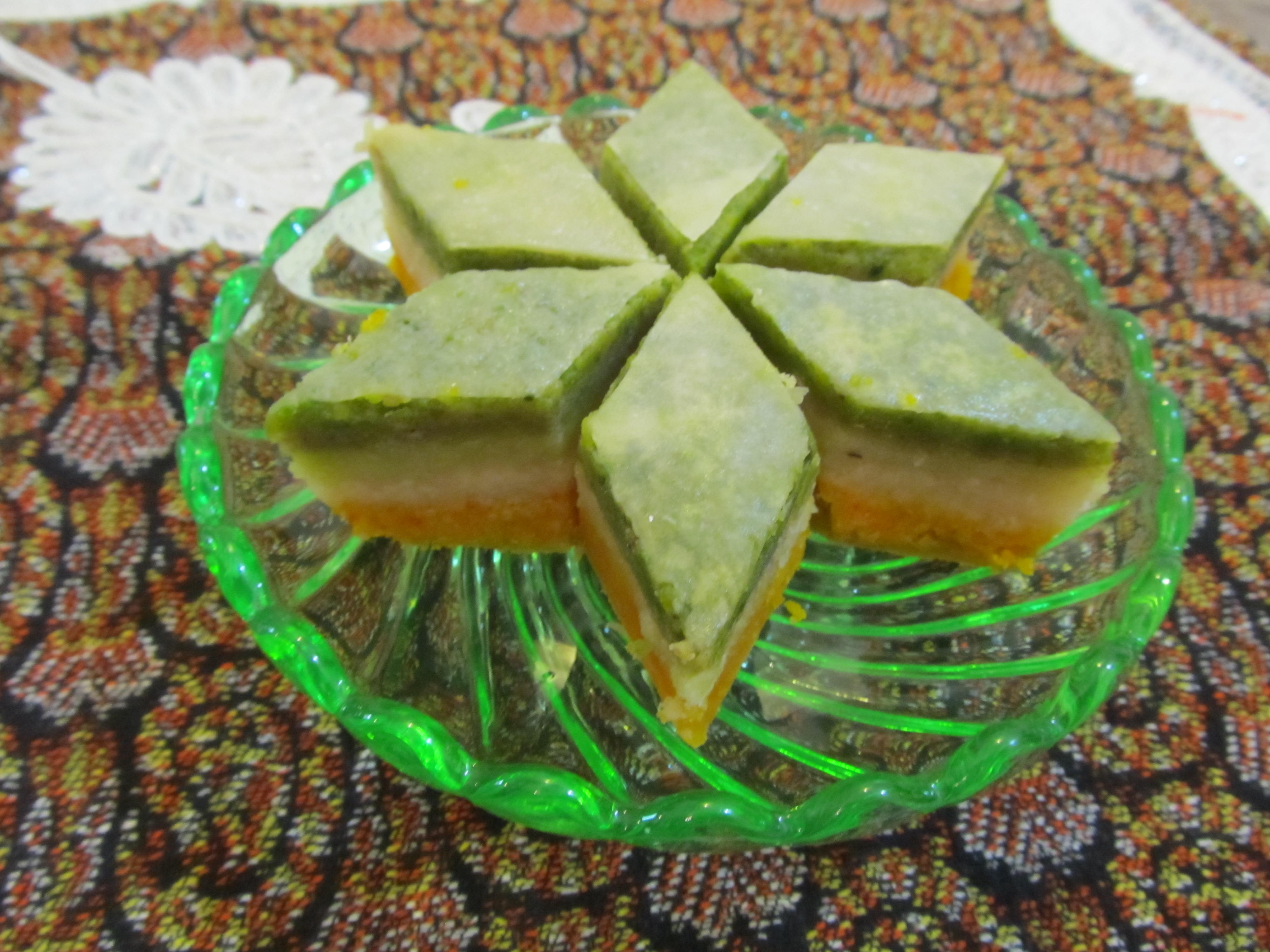
باقلوای پرچمی قزوین

باقلوای قزوین از مهم‌ترین سوغاتی‌های این استان است، که به باقلوای لوزینه، باقلوای پیچ و باقلوای پرچمی معروف است. باقلوای قزوین از سه بخش خمیر باقلوا (شامل گلاب، آب گرم، روغن جامد، آرد الک‌شده)، مواد داخل باقلوا (شامل پودر بادام، پودر پسته، پودر قند، زعفران حل‌شده در آب و پودر هل) و شربت باقلوا (شامل آب، شکر، گلاب، پودر قند و هل) تشکیل می‌شود. بعد از پخته شدن باقلوا به وسیلهٔ فر، روی آن شربت باقلوا ریخته می‌شود.

### یزد
- استفاده از خاک قند و گلاب فراوان
- بافت متراکم‌تر نسبت به انواع دیگر

### کاشان
- معروف به «پنج مغز»
- ترکیب منحصر به فرد پسته، بادام، فندق، گردو و بادام هندی

### باقلوای کاشان
باقلوای پنج مغز کاشان از مهم‌ترین سوغاتی‌های این شهرستان هفت هزار ساله می‌باشد، که به باقلوای پنج مغز یا باقلوای آجیلی معروف است. باقلوای کاشان از سه بخش خمیر زیره و رویه (شامل گلاب، آب، روغن، آرد الک‌شده، تخم مرغ)، مواد داخل باقلوا (شامل پسته، مغز گردو، مغز بادام، مغز فندقی، مغز بادام هندی، زعفران، هل) تشکیل می‌شود. بعد از پخته شدن باقلوا به وسیلهٔ فر، روی آن شربت غلیظ زعفران و گلاب ریخته می‌شود.

### باقلوای اردبیل
مواد اصلی باقلوای اردبیل شامل عسل، گردو، بادام و شکر هستند.

### باقلوای یاس
در استان گیلان به سبب اینکه گل یاس به فراوانی یافت می‌شود، از گل یاس برای خواباندن بادام باقلوا استفاده می‌شود. بدین ترتیب که بادام بعد از پوست گرفتن و کاملاً خشک کردن، در ظرفی قرار گرفته و روی آن مقداری گل یاس ریخته می‌شود و در ظرف بسته می‌شود. روز بعد یاس‌های پلاسیده برداشته شده و به‌جای آن یاس تازه می‌ریزند تا بادام کاملاً طعم و بوی یاس بگیرد. بعد بادام را چرخ می‌کنند و با پودر قند مخلوط می‌نمایند و به مصرف باقلوا می‌رسانند. این باقلوا را باقلوای یاس می‌نامند که بسیار معطر است. در این باقلوا هل بکار نمی‌رود.

## باقلوا ترکیه

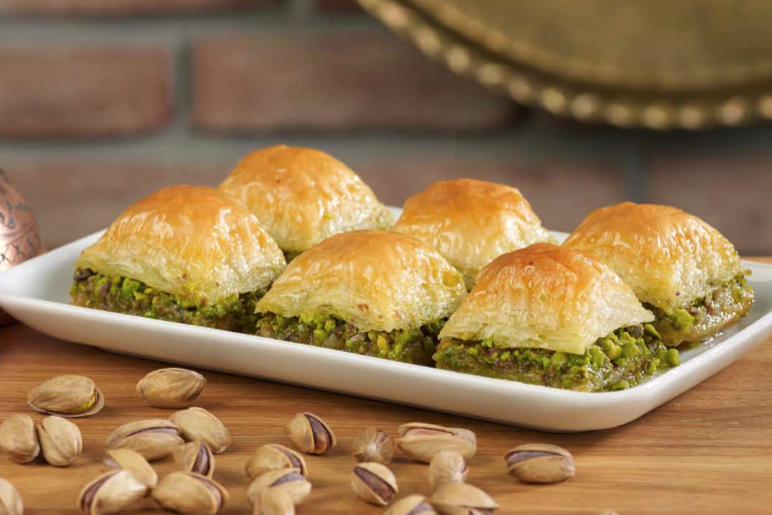
باقلوای غازی انتپ

مشهورترین باقلواهای دنیا که در ترکیه عرضه می‌شود با نام‌های  باقلوای استامبولی،  باقلوا ترکی،  باقلوا بورما،  کیک باقلوای ترکی  و  باقلوای انتپ  وجود دارد. باقلوایی که در ترکیه عرضه می‌شود، به‌طور سنتی با پر کردن بخش‌های میانی لایه‌های خمیر با پسته و گردو تهیه می‌شود. این در حالی است که در بخش‌هایی از منطقه دریای اژه به آن بادام را نیز اضافه می‌کنند. نوع دیگر این باقلوا در منطقه دریای سیاه عرضه می‌شود که برای پر کردن لایه‌های باقلوا از فندق استفاده می‌کنند. باقلوای ترکیه در ایران با نام «باقلوا ترکی» شناخته می‌شود و تفاوت باقلوای ترکی در ایران با باقلوای ترکی استانبولی این است که باقلوای ترکی که در ایران تولید می‌شود با شهد شیر عسل تهیه شده ولی باقلوای ترکی استانبولی با شهد شکر تهیه می‌شود.
انواع باقلوا ترکیه‌ای
1. بورما (Burma)
2. بلبل یواسی (Bülbül yuvası)
3. کونفه (Künefe)
4. سوتلو نوریه (Sütlü Nurıye)
5. فیستیکلی سارما (Fıstıklı Sarma)

## باقلوای جمهوری آذربایجانی

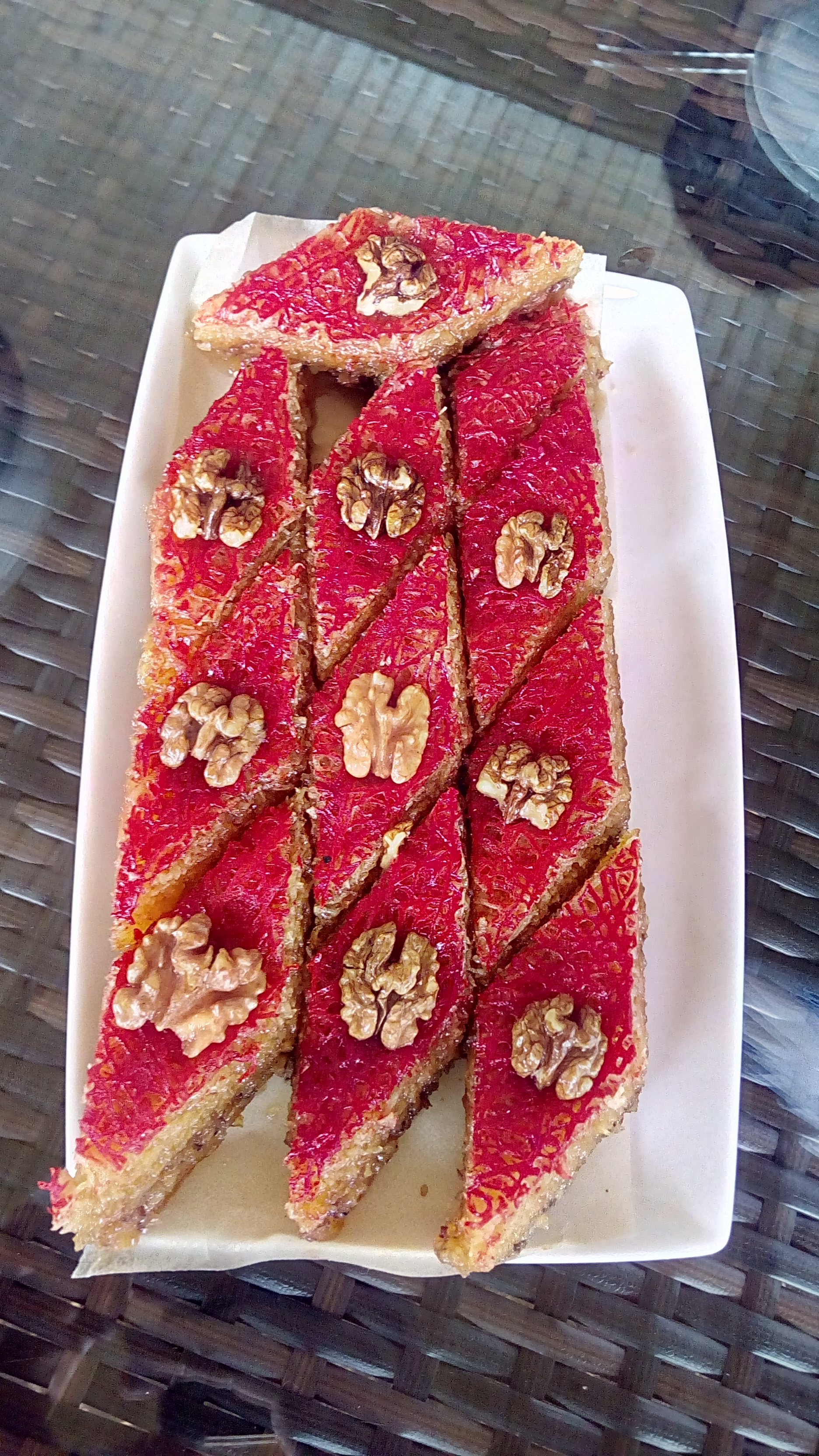
باقلوای قوبا

باقلوای آذربایجانی (به ترکی آذربایجانی: Paxlavası Azərbaycan) (آذربایجان پاخلاواسی) گونه‌ای از شیرینی باقلوا که در آذربایجان پخت شده و خاص این منطقه می‌باشد، طرز تهیه این شیرینی شامل خمیر مخصوص، فندق، گردو، آرد، هل، زعفران و … می‌باشد که با آجیل روی آن را تزئین می‌کنند.

## انواع اصلی باقلوا
| منطقه     | ویژگی‌ها                         | مواد اصلی       |
| --------- | ------------------------------- | --------------- |
| ایران     | لایه‌های ضخیم‌تر، استفاده از گلاب | پسته، بادام، هل |
| ترکیه     | لایه‌های بسیار نازک (۴۰+ لایه)   | پسته آنتپ       |
| یونان     | طعم دارچین و میخک               | گردو، عسل       |
| آذربایجان | شکل الماس، شربت غلیظ            | فندق، زعفران    |

## ارزش غذایی
در هر ۱۰۰ گرم باقلوا:
- انرژی: ۴۵۰-۵۰۰ کیلوکالری
- کربوهیدرات: ۶۰-۷۰ گرم
- چربی: ۲۰-۳۰ گرم
- پروتئین: ۵-۸ گرم

## نگارخانه

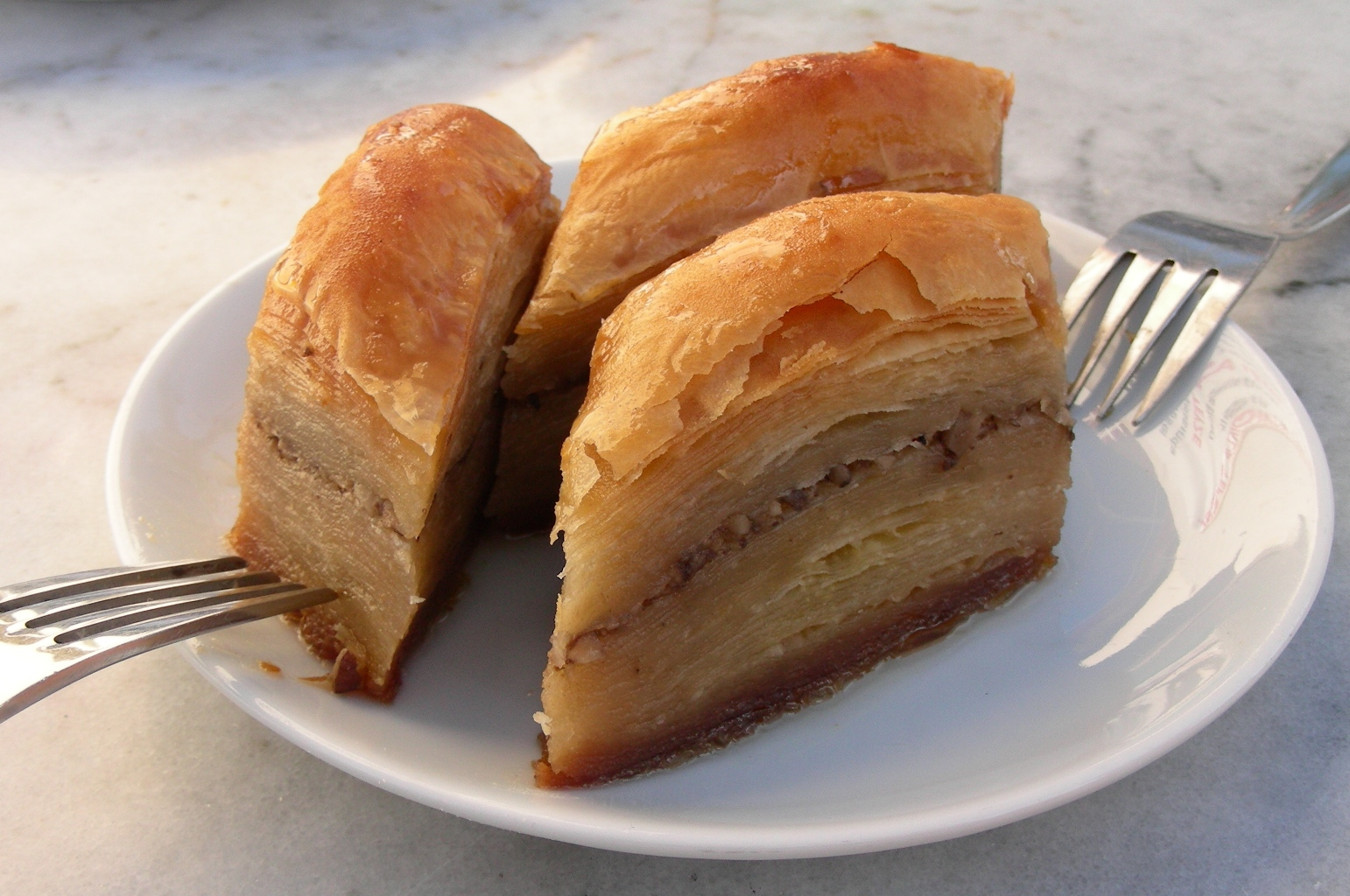
باقلوای ترکیه
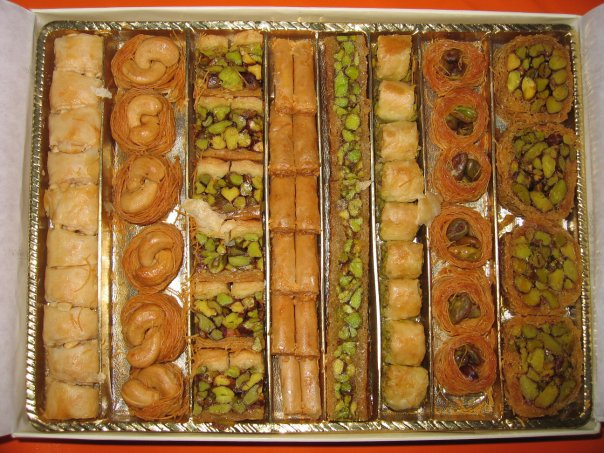
باقلوا در حلب، سوریه
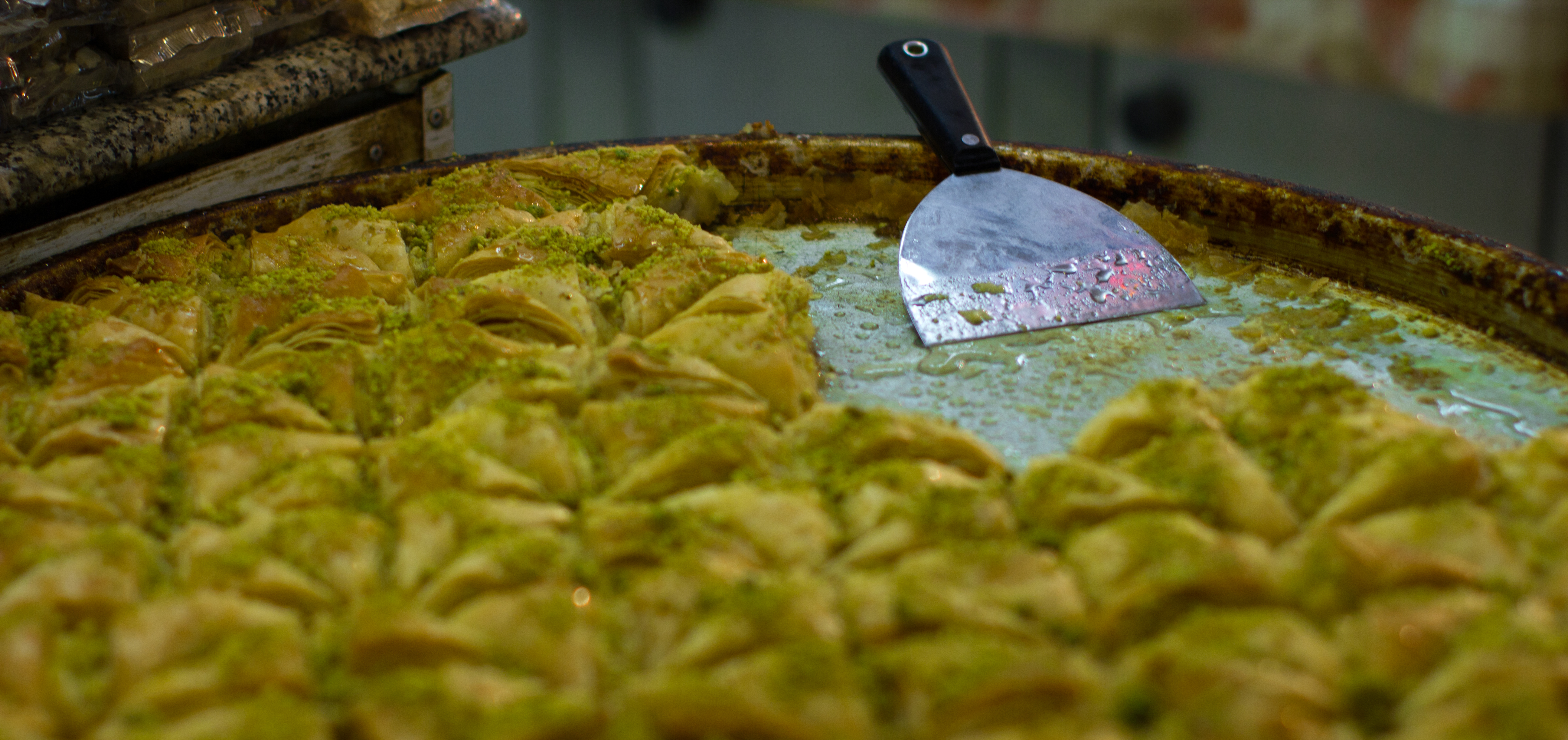
باقلوا در بیت المقدس
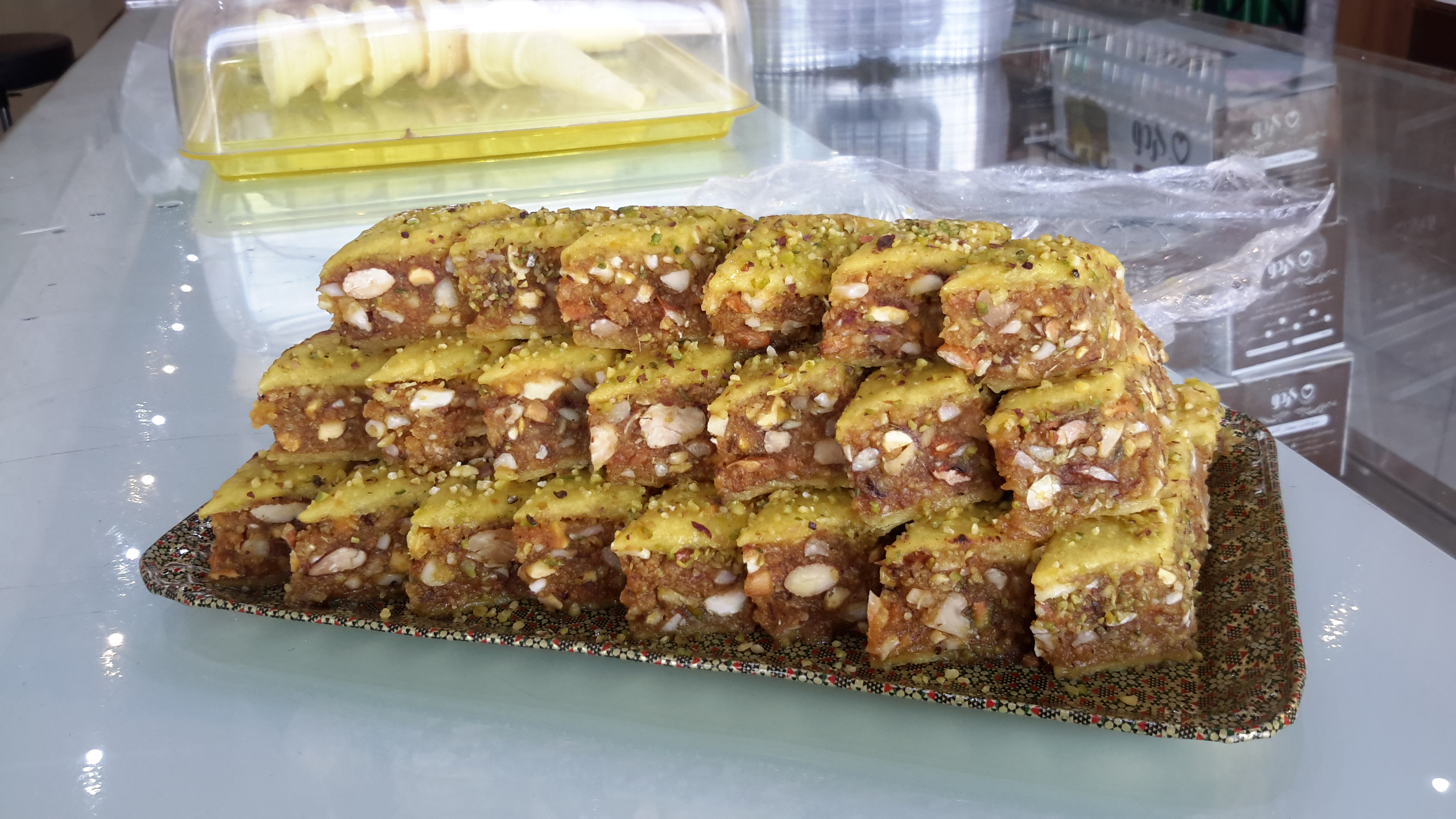
باقلوا سنتی کاشان